# Coppa dei Campioni 1985-1986 (pallavolo femminile)
La Coppa dei Campioni 1985-1986 si è svolta dal 2 novembre 1985 al 2 febbraio 1986: al torneo hanno partecipato venti squadre di club europee e la vittoria finale è andata per la quarta volta al CSKA Mosca.

## Formula

### Regolamento
La squadre hanno disputato un primo turno, ottavi di finale, quarti di finale, tutti giocati con gare di andata e ritorno, e Final Four, giocata con formula del girone all'italiana.

### Criteri di classifica
Sono stati assegnati 2 punti alla squadra vincente e 1 a quella sconfitta.
L'ordine del posizionamento in classifica è stato definito in base a:
- Punti;
- Ratio dei set vinti/persi;
- Ratio dei punti realizzati/subiti.

## Squadre partecipanti
| - Skënderbeu - Post Wien - Hermes Oostende - CSKA Sofia - Clamart - Dynamo Berlino - Viktoria Augsburg - Panathīnaïkos - Hapoel Netanya - Olimpia Ravenna | - Branik - Bergkameratene - Olympus Sneek - Czarni Słupsk - Leixões - Espanyol - Losanna UC - Eczacıbaşı - Tungsram - CSKA Mosca |

## Torneo

### Primo turno

#### Andata
| 2 novembre 1985 ?, ? Durata: ? - Spettatori: ? | Hapoel Netanya | 3 - 2 | Espanyol        | 15-17, 15-2, 2-15, 15-13, 16-14 |
| 3 novembre 1985 ?, ? Durata: ? - Spettatori: ? | Post Wien      | 1 - 3 | Olympus Sneek   | 16-14, 4-15, 11-15, 0-15        |
| 2 novembre 1985 ?, ? Durata: ? - Spettatori: ? | Bergkameratene | 1 - 3 | Hermes Oostende | 15-9, 12-15, 13-15, 9-15        |
| 3 novembre 1985 ?, ? Durata: ? - Spettatori: ? | Czarni Słupsk  | 3 - 0 | Skënderbeu      | 15-1, 15-1, 15-9                |

#### Ritorno
| 10 novembre 1985 ?, ? Durata: ? - Spettatori: ? | Espanyol        | 3 - 2 | Hapoel Netanya | 12-15, 15-7, 5-15, 15-11, 15-5 |
| 10 novembre 1985 ?, ? Durata: ? - Spettatori: ? | Olympus Sneek   | 3 - 0 | Post Wien      | 15-3, 15-10, 15-9              |
| 9 novembre 1985 ?, ? Durata: ? - Spettatori: ?  | Hermes Oostende | 3 - 0 | Bergkameratene | 15-13, 15-6, 16-14             |
| 10 novembre 1985 ?, ? Durata: ? - Spettatori: ? | Skënderbeu      | 3 - 1 | Czarni Słupsk  | 9-15, 15-9, 15-5, 15-3         |

#### Squadre qualificate
- Hermes Oostende
- Olympus Sneek
- Czarni Słupsk
- Espanyol

### Ottavi di finale

#### Andata
| 7 dicembre 1985 ?, ? Durata: ? - Spettatori: ?         | CSKA Mosca      | 3 - 0 | Branik            | ?                              |
| 8 dicembre 1985 ?, ? Durata: ? - Spettatori: ?         | Panathīnaïkos   | 3 - 2 | Leixões           | ?                              |
| 8 dicembre 1985 ?, ? Durata: ? - Spettatori: ?         | CSKA Sofia      | 2 - 3 | Olimpia Ravenna   | 10-15, 15-11, 4-15, 15-1, 7-15 |
| 7 dicembre 1985 ?, ? Durata: 1h:24 - Spettatori: ?     | Losanna UC      | 3 - 1 | Espanyol          | 15-8, 11-15, 15-11, 15-8       |
| 7 dicembre 1985 ?, ? Durata: 1h:01 - Spettatori: 1 300 | Dynamo Berlino  | 3 - 0 | Viktoria Augsburg | 15-6, 15-5, 15-9               |
| 8 dicembre 1985 ?, ? Durata: ? - Spettatori: ?         | Hermes Oostende | 3 - 0 | Eczacıbaşı        | ?                              |
| 7 dicembre 1985 ?, ? Durata: ? - Spettatori: ?         | Clamart         | 0 - 3 | Czarni Słupsk     | ?                              |
| 7 dicembre 1985 ?, ? Durata: ? - Spettatori: ?         | Tungsram        | 3 - 0 | Olympus Sneek     | 15-11, 15-6, 15-8              |

#### Ritorno
| 15 dicembre 1985 ?, ? Durata: ? - Spettatori: ?     | Branik            | 0 - 3 | CSKA Mosca                     | ?                            |
| 15 dicembre 1985 ?, ? Durata: ? - Spettatori: ?     | Leixões           | 3 - 0 | Panathīnaïkos                  | ?                            |
| 15 dicembre 1985 ?, ? Durata: ? - Spettatori: ?     | Olimpia Ravenna   | 3 - 1 | Template:Volley femminile CSKA | ?                            |
| 15 dicembre 1985 ?, ? Durata: 1h:47 - Spettatori: ? | Espanyol          | 3 - 2 | Losanna UC                     | 13-15 10-15 15-10 15-7 15-11 |
| 15 dicembre 1985 ?, ? Durata: ? - Spettatori: ?     | Viktoria Augsburg | 0 - 3 | Dynamo Berlino                 | ?                            |
| 14 dicembre 1985 ?, ? Durata: ? - Spettatori: ?     | Eczacıbaşı        | 3 - 0 | Hermes Oostende                | ?                            |
| 14 dicembre 1985 ?, ? Durata: ? - Spettatori: ?     | Czarni Słupsk     | 3 - 0 | Clamart                        | ?                            |
| 14 dicembre 1985 ?, ? Durata: ? - Spettatori: ?     | Olympus Sneek     | 3 - 0 | Tungsram                       | 15-5, 15-13, 15-10           |

#### Squadre qualificate
- Dynamo Berlino
- Olimpia Ravenna
- Czarni Słupsk
- Leixões
- Espanyol
- Eczacıbaşı
- Tungsram
- CSKA Mosca

### Quarti di finale

#### Andata
| 15 gennaio 1986 ?, ? Durata: ? - Spettatori: ? | Leixões    | 0 - 3 | CSKA Mosca      | 11-15, 2-15, 4-15 |
| 15 gennaio 1986 ?, ? Durata: ? - Spettatori: ? | Losanna UC | 0 - 3 | Olimpia Ravenna | 7-15 4-15 9-15    |
| ? gennaio 1986 ?, ? Durata: ? - Spettatori: ?  | Eczacıbaşı | 0 - 3 | Dynamo Berlino  | ?                 |
| 15 gennaio 1986 ?, ? Durata: ? - Spettatori: ? | Tungsram   | 2 - 3 | Czarni Słupsk   | ?                 |

#### Ritorno
| ? gennaio 1986 ?, ? Durata: ? - Spettatori: ?  | CSKA Mosca      | 3 - 0 | Leixões    | ?                |
| 22 gennaio 1986 ?, ? Durata: ? - Spettatori: ? | Olimpia Ravenna | 3 - 0 | Losanna UC | 15-2, 15-4, 15-9 |
| ? gennaio 1986 ?, ? Durata: ? - Spettatori: ?  | Dynamo Berlino  | 3 - 0 | Eczacıbaşı | ?                |
| 22 gennaio 1986 ?, ? Durata: ? - Spettatori: ? | Czarni Słupsk   | 3 - 1 | Tungsram   | ?                |

#### Squadre qualificate
- Dynamo Berlino
- Olimpia Ravenna
- Czarni Słupsk
- CSKA Mosca

### Final Four

#### Risultati
| 14 febbraio 1986 ?, Uppsala Durata: ? - Spettatori: ? | Olimpia Ravenna | 3 - 0 | Dynamo Berlino  | 15-10, 15-9, 15-3         |
| 14 febbraio 1986 ?, Uppsala Durata: ? - Spettatori: ? | CSKA Mosca      | 3 - 1 | Czarni Słupsk   | 15-13, 15-10, 14-16, 15-8 |
| 15 febbraio 1986 ?, Uppsala Durata: ? - Spettatori: ? | Olimpia Ravenna | 3 - 2 | Czarni Słupsk   | 15-7, 15-11, 13-15, 15-7  |
| 15 febbraio 1986 ?, Uppsala Durata: ? - Spettatori: ? | CSKA Mosca      | 3 - 0 | Dynamo Berlino  | 15-13, 15-9, 15-1         |
| 16 febbraio 1986 ?, Uppsala Durata: ? - Spettatori: ? | Dynamo Berlino  | 3 - 0 | Czarni Słupsk   | 15-4, 15-3, 15-10         |
| 16 febbraio 1986 ?, Uppsala Durata: ? - Spettatori: ? | CSKA Mosca      | 3 - 0 | Olimpia Ravenna | 15-8, 15-9, 15-3          |

#### Classifica
| Pos | Squadra         | Pt | G | V | P | SV | SP | Ratio | PF  | PS  | Ratio |
| --- | --------------- | -- | - | - | - | -- | -- | ----- | --- | --- | ----- |
| 1   | CSKA Mosca      | 6  | 3 | 3 | 0 | 9  | 1  | 9.000 | 149 | 90  | 1.655 |
| 2   | Olimpia Ravenna | 5  | 3 | 2 | 1 | 6  | 5  | 1.200 | 133 | 122 | 1.090 |
| 3   | Dynamo Berlino  | 4  | 3 | 1 | 2 | 3  | 6  | 0.500 | 90  | 107 | 0.841 |
| 4   | Czarni Słupsk   | 3  | 3 | 0 | 3 | 3  | 9  | 0.333 | 119 | 172 | 0.691 |